# Liste deutschsprachiger Zeitungen außerhalb Europas

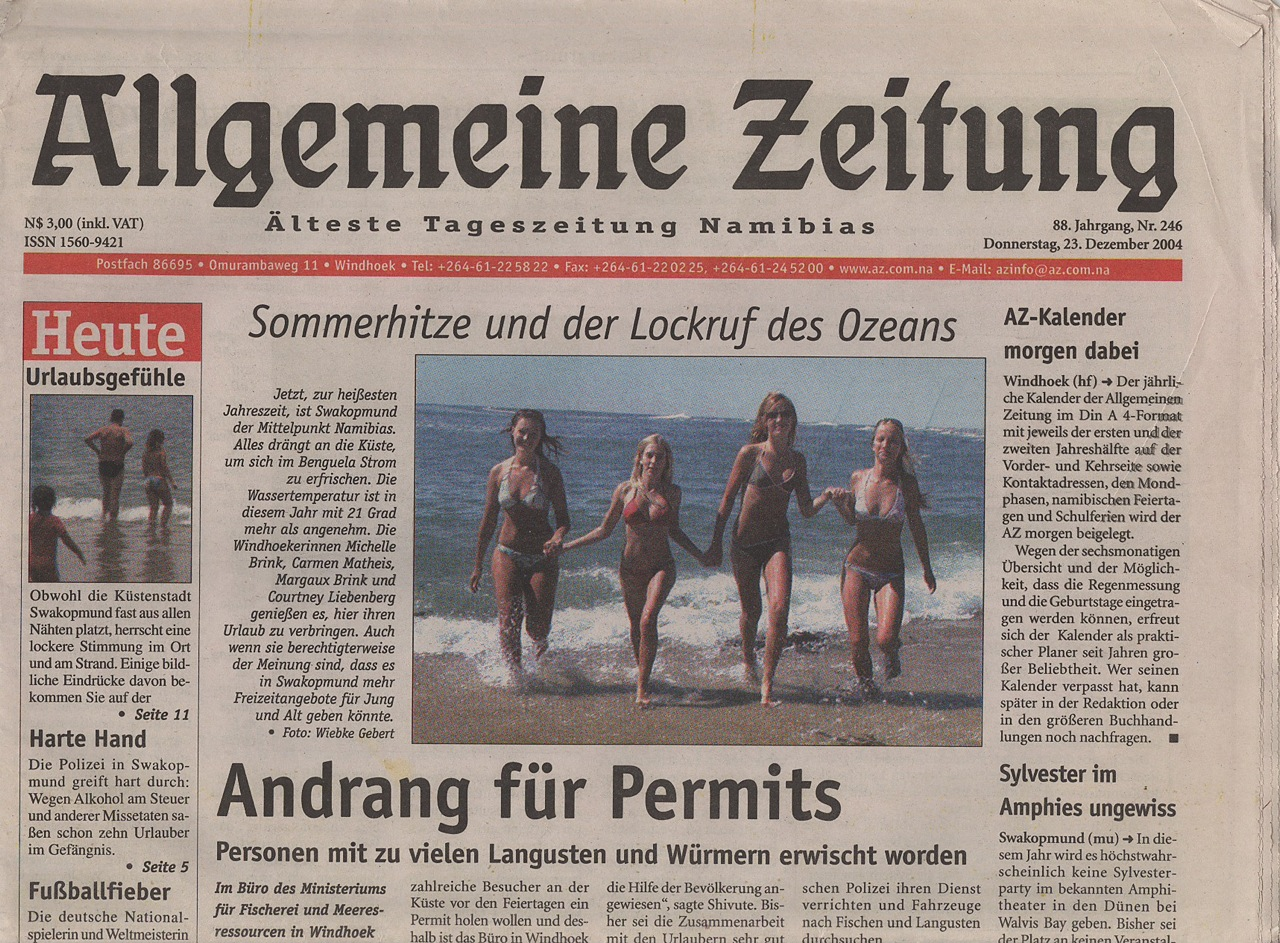
Allgemeine Zeitung, Namibia, 2004, einzige bestehende deutschsprachige Tageszeitung außerhalb Europas

Diese Liste enthält Zeitungen und Zeitschriften außerhalb Europas, die in deutscher Sprache erscheinen oder erschienen. Sie ist nach heutigen Staaten sortiert. Viele ehemalige Tageszeitungen und einige weitere Zeitungen sind digitalisiert.

## Geschichte

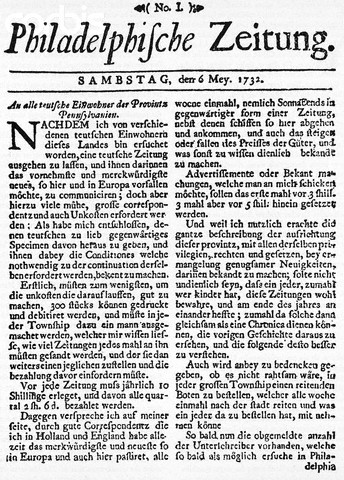
Philadelphische Zeitung, 1732, erste deutschsprachige Zeitung außerhalb Europas

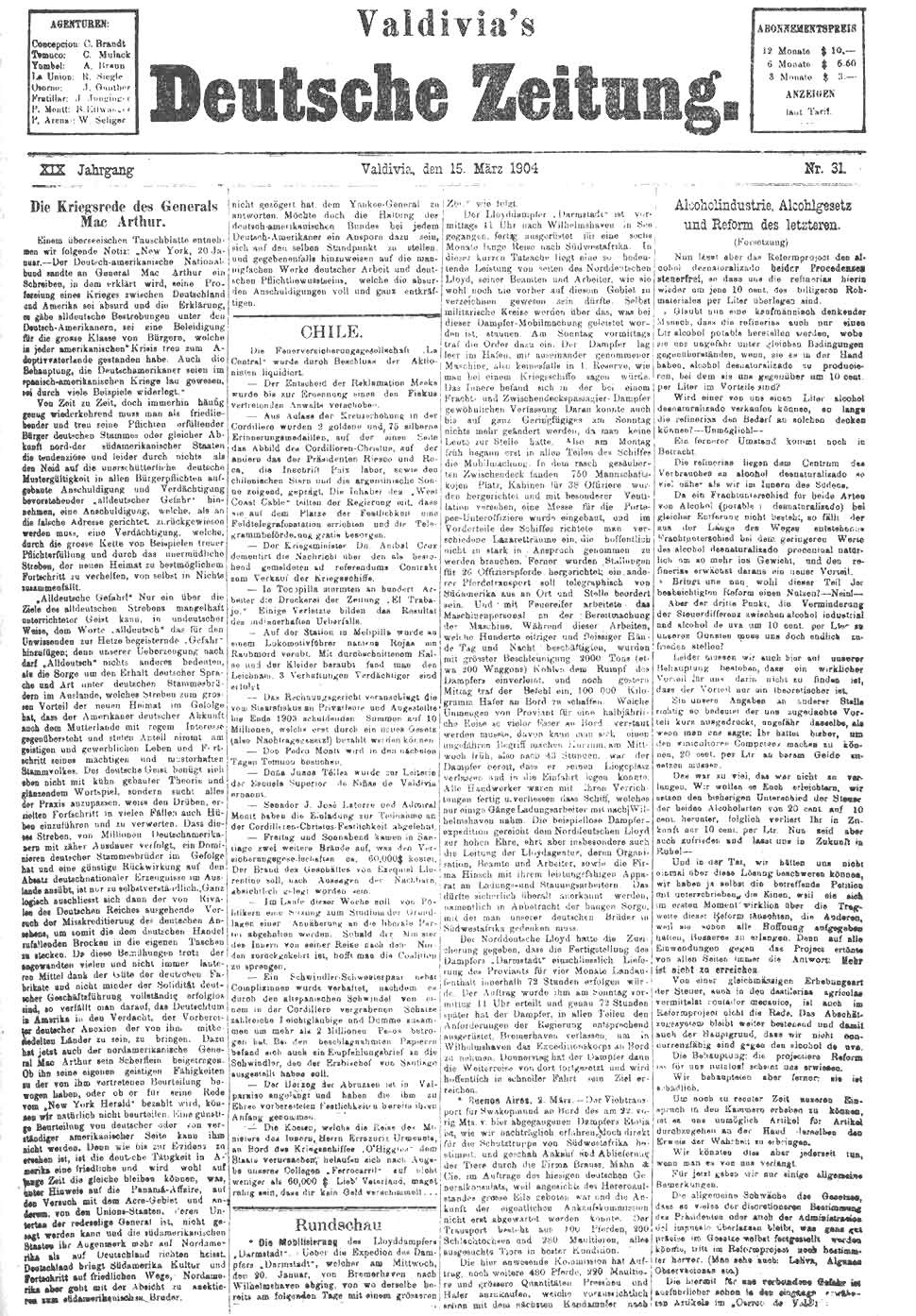
Valdivia’s Deutsche Zeitung, Chile, 1904

1732 erschien die Philadelphische Zeitung in Nordamerika als erste bekannte deutschsprachige Zeitung außerhalb Europas. Danach wurden dort über 200 weitere gegründet.
Seit etwa 1848 gab es  die ersten in Südamerika und Australien für die zahlreichen deutschen Auswanderer, seit 1866 in Asien vor allem für dort tätige Unternehmer.
Seit 1898 entstanden auch in den neuen deutschen Kolonien und Verwaltungsgebieten in Afrika und Asien deutsche Zeitungen, von denen die meisten aber nach dem Verlust dieser Gebiete 1914 ihr Erscheinen einstellen mussten.
Seit etwa 1938 wurden durch neue deutsche Exilanten vor allem in Mittel- und Südamerika und Schanghai Zeitungen und Zeitschriften gegründet.
Seit den 1950er Jahren nahm die Anzahl deutschsprachiger Medien außerhalb Europas stetig ab.
Seit etwa 2005 entstanden erste Internetzeitungen.
2025 gab es noch mehrere hundert deutschsprachige Druckmedien außerhalb Europas, in Namibia sogar noch die täglich erscheinende Allgemeine Zeitung.

## Nordamerika

### USA
In den USA sind noch drei deutschsprachige Zeitungen bekannt
- Amerika Woche, wöchentlich, Auflage 50.000
- New Yorker Staats-Zeitung, seit 1834, wöchentlich
- Neue Epoche (Epoch Times), wahrscheinlich wöchentlich
- Hiwwe wie Driwwe, bestehend, Pennsylvania-Dialekt, zweimal jährlich, Auflage 2500

### Kanada
- Das Journal, Kanadas deutschsprachige Zeitung, Toronto, zweiwöchentlich, bestehend[2]
- Deutsche Rundschau, 1997–2014, monatlich
- Der Deutsche Canadier, 1841–1865

## Mittel- und Südamerika
In Mittel- und Südamerika erschienen  zahlreiche Zeitungen durch deutschsprachige Auswanderer spätestens seit 1848, die meisten in Brasilien und Argentinien. Seit den 1930er Jahren kamen einige Emigrantenzeitschriften dazu.
Gegenwärtig gibt es noch die traditionsreiche Wochenzeitung Condor in Chile und die Monatszeitung Mitt in Mexiko als  deutschsprachige Printzeitungen in Südamerika.

### Argentinien
Die wichtigsten deutschsprachigen Tageszeitungen waren  die Deutsche La Plata Zeitung (1863–1945) und das Argentinische Tageblatt (1874–2023), ansonsten gab es nur wenige  länger bestehende politische Zeitungen. Daneben erschienen zahlreiche kleinere Informationsblätter und Zeitschriften. In den 1930er und 1940er Jahren wurden einige Enigrantenzeitungen herausgegeben. Gegenwärtig gibt es keine deutschsprachige Zeitung mehr in Argentinien. Die angegebenen Publikationen erschienen alle in Buenos Aires,  falls kein anderer  Ort angegeben ist.
- Deutsche La Plata Zeitung, 1863–1945, Tageszeitung, konservativ, 1935 40.000–45.000 Exemplare, auflagenstärkste deutschsprachige Zeitung Südamerikas, auch in Nachbarländern Uruguay, Paraguay verkauft
- Argentinisches Tageblatt, 1874–2023, liberal-demokratisch, 1935 28.000 Exemplare, bis 1981 Tageszeitung, danach wöchentlich
- Argentinisches Wochenblatt, 1879–1957, seit 1889 Wochenausgabe des Argentinischen Tageblatts, 1935 18.000 Exemplare[7]
- La Plata Post,  1884–1945, wöchentlich, 1935 11.000 Exemplare, als Wochenzeitung der Deutschen La Plata Zeitung
- Vorwärts. Organ für die Interessen des arbeitenden Volkes, 1886–1930, wöchentlich, zuletzt monatlich
- Argentinischer Volksfreund, 1895–1960, wöchentlich
- Tiftelmeier. Humoristisch-satirische Stimmen aus dem Hinterwald, 1914–1915

- Phoenix. Zeitschrift für deutsche Geistesarbeit in Südamerika, 1915/1921–1938, zweimonatlich, 1935 2.000 Exemplare

- Deutsche Zeitung. Nuevo Diario Alemán. Sozialistisches Organ für die La Plata-Staaten, 1919–1927, monatlich, dann täglich, dann wöchentlich
- Teutonia. Revista illustrada alemana, 1922–1939, deutsch und spanisch, 1935 8.000 Exemplare
- Neue Heimat. Deutsche Zeitung für Nordargentinien und Paraguay, 1922–1928, wöchentlich
- Nordargentinische Volkszeitung, 1925–1929, wöchentlich
- Austria-Presse. Oesterreichische Wochenzeitung, 1932–1935
- Der Dschinn oder Das Retrospektiv. Deutsche Monatsschrift für Humor, Kritik und Satire, 1933–1937, monatlich
- Das andere Deutschland, 1937–1941, monatlich, Emigrantenzeitung
- Jüdische Wochenschau, 1940–1968

### Bolivien
In Bolivien erschienen nur einige wenige kleinere Zeitungen und Informationsblätter. Gegenwärtig gibt es das Monatsblatt  als Onlinezeitung.
- Rundschau von Illimani. Wochenzeitung in deutscher Sprache, 1939–1946, Emigrantenzeitung
- Juedische Rundschau vom Illimani, 1948–1950

- Das Echo. Die unabhängige Wochenschrift in deutscher Sprache fuer Politik, Wirtschaft, Gesellschaft, Wissenschaft und Kunst, dann Die unabhängige Halbmonatsschrift Boliviens in deutscher Sprache fuer Politik, Kultur und Wirtschaft, 1950–1960

- Monatsblatt, La Paz, 2001–?, von Centro Cultural Aleman, jetzt Onlinezeitung[8]

### Brasilien
In Brasilien erschienen seit spätestens 1848 zahlreiche deutschsprachige Zeitungen und Zeitschriften in den verschiedenen Regionen, viele   ein oder mehrmals wöchentlich.  Zu den wichtigsten Tageszeitungen gehörten die Neue Deutsche Zeitung  (1881–1941), Der Urwaldbote und die Deutsche  Zeitung in São Paulo (1896–1941). Gegenwärtig gibt es noch mehrere deutschsprachige Zeitschriften und Mitteilungsblätter in Brasilien.
- Das illustrierte Blatt aller Deutschsprechenden Brasiliens, São Paulo, 1848–1951, vierzehntäglich, erste feststellbare deutschsprachige Zeitung in Brasilien
- Deutsche Zeitung. Tageblatt, Pôrto Alegre, 1861–1923
- Kolonie-Zeitung, Joinville, 1863–1939, wöchentlich, zweimal wöchentlich
- Deutsches Volksblatt. Diaro  Brasileiro em lingua alema, Pôrto Alegre, 1870–1941, täglich, dann wöchentlich
- Germania. Allgemeine deutsche Zeitung für Brasilien, São Paulo, 1878–1939, zweimal wöchentlich, später Beilage zur Deutschen Zeitung
- Deutsche Post, São Leopoldo, 1880–1928, wöchentlich, dann täglich
- Blumenauer Zeitung, 1881–1938, wöchentlich, dann zweimal, dann dreimal dann dreimal wöchentlich
- Koseritz' Deutsche Zeitung, dann Neue Deutsche Zeitung, 1881–1941
- Wau-Wau. Humoristisch-sarkastisch-satyrisch-satanisches Witzblatt für Porto Alegre und was d'rum und d'ran hängt, Porto Alegre 1888–1891, vierteljährlich
- Kolonie, Santa Cruz,  1891–1944, drei bis fünfmal wöchentlich
- Der Beobachter. Unabhängige  deutsche Zeitung für Brasilien, Curityba, 1892–1914, ein- bis fünfmal wöchentlich
- Der Urwaldbote. Deutsche Zeitung in Blumenau, 1893–1941, ein- bis fünfmal wöchentlich
- Joinvillenser Zeitung, Joinville, 1895–1941, zweimal wöchentlich
- Deutsche Zeitung, São Paulo, 1897–2015, wöchentlich, dann täglich dann monatlich, 1935 21.000 Exemplare, auflagenstärkste und am längsten bestehende deutschsprachige Zeitung Brasiliens
- Deutsche Nachrichten, São Paulo, 1946–1970, wöchentlich, dann täglich, unterstützt von deutscher Regierung
- Brasil-Post, 1950–2012, wöchentlich

### Chile
Die wichtigste deutschsprachige Tageszeitung in Chile war die Deutsche Zeitung für Chile (1910–1943). Gegenwärtig besteht noch die Wochenzeitung Condor.
- Deutsche Nachrichten für Süd-Amerika, 1870–1909, dreimal wöchentlich
- Deutsche Zeitung für Chile, 1910–1943, wichtigste Tageszeitung in Chile, 1935 4.800 Exemplare
- Valdivia’s Deutsche Zeitung, 1886–1912, in Südchile
- Deutsche Presse, 1912–1920, zweite deutschsprachige Tageszeitung
- Quiriquina-Zeitung, 1918–1919, unterhaltsame Kulturzeitung[12]
- Deutscher Sonntagsbote. Zur Pflege der Muttersprache und Väterart, 1924–1940, wöchentlich, 1935 2.000 Exemplare
- Westküsten-Beobachter, 1932–1939, nationalsozialistische deutsche Wochenzeitschrift, 1935 3.500 Exemplare

- Cóndor, seit 1938, Wochenzeitung, inzwischen einzige deutsche Zeitung in Chile, Auflage  7000
- Freies Deutschland. Alemania Libre, 1942–1944, Emigrantenzeitschrift
- Deutsche Blätter für ein europäisches Deutschland, gegen ein deutsches Europa, 1943–1946, Emigrantenzeitschrift

### Ecuador
- La Defensa, 1940–1944, zweisprachige Emigrantenzeitschrift

### Kolumbien
- Karibischer Beobachter, 1934–1939, wahrscheinlich nationalsozialistische Zeitung

### Kuba
- Germania. Deutsch-spanische Monatsschrift, 1915–1916, einzige bekannte deutschsprachige Zeitung in Kuba

### Mexiko
Die wichtigste historische  deutschsprachige  politische Zeitung in Mexiko war die Deutsche Zeitung von Mexiko (1883–1941). Daneben erschienen weitere Zeitungen, Zeitschriften und Informationsblätter, in den 1930er und 1940er Jahren auch einige Emigrantenzeitungen. Gegenwärtig besteht noch die Monatszeitung Mitt.
- Vorwärts. Deutsche Wochenschrift, 1872–1876, erste feststellbare deutschsprachige Zeitung in Mexiko
- Deutsche Zeitung von Mexiko, 1883–1942, zweimal wöchentlich, dann dreimal wöchentlich
- Mitt, 1932–1933, Frauenzeitung

- Freies Deutschland. Organ der Deutschen Kommunistischen Exilgruppen in Mexiko und des Lateinamerikanischen Komitees der Freien Deutschen, 1941–1946, monatlich
- Austria Libre. Organo de los Austriacos Anti-Nazis de México, 1942–1946, spanisch und deutsch, unregelmäßig, Zeitung der österreichischen Emigranten
- Der Deutsch-Mexicaner. Organ der demokratischen Deutschen von Mexiko, 1942–1943, unregelmäßig
- Demokratische Post. Organo de los Antinazis Alemanes de México y Centro-América,  1943–1952, wöchentlich
- Der Weg. Zeitschrift für Politik, Wirtschaft und Arbeiterbewegung im Neuen Deutschland, 1946–1955
- Mitt., seit 1952, monatlich, bestehend

### Paraguay
In Paraguay gab es nur wenige kleinere deutschsprachige Zeitungen, darunter mehrere von den mennonitischen Gemeinden.
- Paraguay-Rundschau. Deutsche Wochenschrift für Handel, Landwirtschaft und Industrie. Organ des Wirtschaftlichen Vereins in Paraguay, 1894–1912, erste feststellbare deutschsprachige Zeitung in Paraguay
- Die neue Heimat. Wochenblatt für alle Deutschsprechenden Paraguays und den angrenzenden Teilen Argentiniens, 1916–1918
- Deutsche Zeitung für Paraguay, 1919–1939, dreimal monatlich, dann Deutsche Warte 1939–1944, nationalsozialistische Zeitung

- Mennoblatt, 1930–2024, Zeitschrift der mennonitischen Gemeinden,  monatlich, auch für Bolivien
- Aktuelle Rundschau. Die deutschsprachige Zeitung aus Paraguay, 1988–nach 2000, zweimal monatlich[14]

- Der Paraguay Bote, 2009–?, monatlich, jetzt Onlinezeitung[15]
- Das Wochenblatt, Online-Zeitung, seit 2009

### Peru
- Deutsche Wochenzeitung Süd-Americas, 1859–1860
- Peruanische Post, 1955–1964, wöchentlich

### Uruguay
In Uruguay erschienen einige deutschsprachige Zeitungen, die meist nur kurzlebig waren, sowie weitere Periodika.
- Deutsches Wochenblatt am Rio de la Plata, 1883–1884, erste deutschsprachige Zeitung in Uruguay
- Deutsche Zeitung, 1892–1893, wöchentlich
- Uruguayische Zeitung, 1924–1925, zweimal wöchentlich
- Nachrichtenblatt für Uruguay, 1924–1934
- Die Zeit, dann Das andere Deutschland, 1937–1941/1949, zweimal monatlich, Emigrantenzeitung
- La Plata Post, 1962–1974, wöchentlich, dann zweimal monatlich

### Venezuela
- Deutsche Zeitung, 1899–1900, wöchentlich
- Caracas-Anzeiger, 1957–1959, wöchentlich

## Afrika
Vor allem in den ehemaligen deutschen Kolonien im südlichen und östlichen Afrika erschienen einige deutsche Zeitungen.
Gegenwärtig gibt es noch die   Allgemeine Zeitung in Namibia und das Wochenblatt auf den Kanaren als deutschsprachige Zeitungen in Afrika.

### Ägypten
In Ägypten gab es einige deutschsprachige Zeitungen und weitere Periodika, von denen die meisten jedoch nur kurze Zeit bestanden.
- Aegyptische Nachrichten, 1830, zweimal wöchentlich[18]
- Aegyptische Nachrichten, 1907–1914, Wochenzeitung, spätestens seit 1912 einzige deutschsprachige Tageszeitung in Nordafrika, auch französische Ausgabe[19]
- Nil- und Palästina-Zeitung, 1927–1928
- Die Stille Stunde, 1929–1935, evangelische Zeitschrift mit kurzem Nachrichtenteil, zweimal monatlich, einzige deutschsprachige Zeitung in dieser Zeit nördlich der ehemaligen deutschen Kolonialgebiete in Afrika[20]
- über zehn Zeitungen, Kriegsgefangenenlager Fanara, 1946–1948

### Kamerun
In der deutschen Kolonie Kamerun erschien eine Zeitung und einige Informationsblätter.
- Amtsblatt für das Schutzgebiet Kamerun, 1908–1914
- Kamerun-Post. Unabhängiges und einziges Organ für die wirtschaftlichen Interessen der deutschen Schutzgebiete Kamerun und Togo, 1912–1914, zweimal wöchentlich, einzige deutsche Zeitung in Kamerun

### Kanarische Inseln
- Wochenblatt, seit 1981
- Kanaren Express, 2008–2017

### Marokko
- Deutsche Marokko-Zeitung, 1907–1914, zweimal wöchentlich, 1913 dreimal wöchentlich
- Ostafrika-Post, 1930–1931

### Namibia
In der Kolonie Deutsch-Südwestafrika erschienen einige deutschsprachige Zeitungen und Mitteilungsblätter. Auch nach 1919 blieb eine deutsche Bevölkerungsgruppe in Namibia bestehen, dort erscheint bis in die Gegenwart die einzige deutschsprachige Tageszeitung außerhalb Europas.
- Windhoeker Anzeiger,  dann Deutsch-Südwestafrikanische Zeitung, 1898–1914, drei- bis fünfmal wöchentlich, wichtigste deutschsprachige Zeitung in Deutsch-Südwestafrika
- Südwestbote, vorher Windhuker Nachrichten, 1903/1911–1915
- Lüderitzbuchter Zeitung, 1909–1937, Wochenzeitung, 1926–1937 Tageszeitung
- Südwest. Unabhängige Zeitung für die Interessen des gesamten Schutzgebietes, 1910–1915
- Amtsblatt für das Schutzgebiet Deutsch-Südwestafrika, Windhuk/Berlin, 1910–1915
- Keetmanshooper Nachrichten, dann Keetmanshooper Zeitung, 1911–1914
- Allgemeine Zeitung, Windhoek, seit 1919 bestehend, einzige deutschsprachige Tageszeitung in Afrika
- Volksblatt. Vertritt die Interessen aller Arbeitnehmer Südwestafrikas, Windhuk, 1921–1938
- Amtsblatt für Südwestafrika, Windhoek, 1931–1968

### Tansania
In der Kolonie Deutsch-Ostafrika erschienen mehrere Zeitungen und einige weitere Informationsblätter.-
- Deutsch-Ostafrikanische Zeitung. Publikationsorgan der Wirtschaftlichen Vereinigung von Daressalam und Hinterland, 1899–1916, wichtigste Zeitung in Deutsch-Ostafrika[23]
- Amtlicher Anzeiger für Deutsch-Ostafrika, 1900–1914/1916
- Usambara-Post. Unabhängiges Organ für die wirtschaftlichen Interessen von Deutsch-Ostafrika und Küstenbote vom Norden, Tanga, 1902–1916
- Deutsch-Ostafrikanische Rundschau, 1908–1912, drei- bis fünfmal wöchentlich

### Togo
- Amtsblatt für das Schutzgebiet Togo, 1906–1914, mit Unterhaltsamer Beilage, 1910–1911

### Südafrika
Auch in Südafrika erschienen einige deutschsprachige Zeitungen und weitere Periodika
- Germania, dann Anglo-Germania, 1857–1858, erste bekannte deutschsprachige Zeitung in Südafrika
- Deutscher Beobachter in Süd-Africa, King Williams Town, 1858
- Das Capland, 1883–1888, wöchentlich
- Der Deutsch-Afrikaner, Pietermaritzburg, 1921–1940, wöchentlich
- Deutsche Afrika-Post, Wochenblatt, 1929–1943
- Union. Blätter der Emigration, 1939–1967, Emigrantenzeitung, monatlich

## Asien
In Asien gab es seit 1886 mehrere deutsche Tageszeitungen, vor allem in China und in der Türkei, sowie zahlreiche weitere Zeitungen und Periodika.
In der Gegenwart erscheinen deutschsprachige Printzeitungen noch in Georgien, Kasachstan, Malaysia, Singapur und Thailand, außerdem einige Onlinemedien. 

### China
Im östlichen China gab es von 1898/1899 bis 1914 das deutsche Verwaltungsgebiet Kiautschou und das kleine Konzessionsgebiet Tientsin, in denen mehrere Publikationen erschienen. Außerdem gab es einige deutschsprachige Zeitungen, vor allem in Shanghai und Peking,  seit 1939 auch von neuen Emigranten meist jüdischer Herkunft .
1866–1917
- Omnibus, Hongkong, 1866, erste deutschsprachige Zeitung in Asien
- Der Ostasiatische Lloyd, Shanghai, 1886–1917, zuerst täglich, ab 1887 wöchentlich, wichtigste deutschsprachige Zeitung in Ostasien
- Deutsch-Asiatische Warte. Wochenblatt des Deutschen Kiautschou-Gebietes, 1898–1904
- Pekinger Deutsche Zeitung. Amtlicher Anzeiger der Kaiserlich Deutschen Behörden in Peking, 1901, wöchentlich, während des Boxeraufstandes

- Tsingtauer Neueste Nachrichten, 1904–1914, wichtigste Tageszeitung für deutsches Verwaltungsgebiet Kiautschou
- Tageblatt für Nord-China, 1904–1915, für deutsche Konzession in Tientsin
- Kiautschou-Post. Unparteiisches Wochenblatt für die deutschen Interessen im Fernen Osten, 1908–1912[26]

- Deutsche Zeitung für China, 1914–1917, Shanghai, Kriegszeitung
- Wau Wau. Deutsch-Österreichisch-Ungarisches humoristisches Sonntagsblatt, Shanghai, 1916–1917

1925–1948
- Die Brücke, Shanghai, 1925–1933, wöchentlich
- Deutsch-mandschurische Nachrichten, Charbin, 1929–1930, Tageszeitung, dann
  - Deutsch-chinesische Nachrichten, Tientsin, 1930–1939, Tageszeitung, dann
  - Deutsche Zeitung in Nordchina, Tientsin, 1939–1945[27]

- Deutsche Shanghai-Zeitung, dann Ostasiatischer Lloyd 1932–1941, Tageszeitung, ab 1936 durch deutsches Propagandaministerium
- Shanghai Woche, dann 8 Uhr Abendblatt, 1939–1943, erste Emigrantenzeitung
- Gelbe Post. Shanghaier Zeitung, 1939–1940, Kulturzeitschrift, halbmonatlich, dann täglich
- Shanghai Jewish Chronicle. Zeitung für die Juden in Ostasien, 1939–1945, wöchentlich, seit 1943 täglich, deutsch und englisch
- Die Dschunke, Peking, 1940–1945, einzige deutschsprachige Literaturzeitschrift in Asien
- Die Neue Zeit, Shanghai,  1945–1946, zweimal wöchentlich
- Shanghai Echo. Tägliches Nachrichtenblatt, 1945/1947–1948, täglich

### Georgien
- Kaukasische Post, 1906–1922, seit 1994 monatlich
- Kaukasische Zeitung, 1996–2000

### Israel und Palästina
In Palästina und Israel gab es zahlreiche deutschsprachige Zeitungen und Zeitschriften.
- Israel-Nachrichten, 1935–2010, Tageszeitung, jetzt Onlinezeitung
- Orient. Unabhängige Wochenschrift, 1942–1943, von Arnold Zweig

### Japan
- Deutsche Japan-Post, Wochenzeitung für deutsche Interessen in Japan, 1903–1914, einzige deutschsprachige Zeitung in Japan
- mehrere Kriegsgefangenen-Zeitungen, 1915–1919[29]

### Indonesien
- Deutsche Wacht. Niederländisch-indische Monatsschrift, dann Halbmonatsschrift, 1915–1940

### Kasachstan
- Freundschaft, dann Deutsche Allgemeine Zeitung, seit 1966, der deutschsprachigen Minderheit (umgesiedelte Wolgadeutsche), täglich, dann wöchentlich

### Malaysia
- KL-Post, Kuala Lumpur, seit 1988, zweimonatlich[30]

### Singapur
- Impulse, vierteljährlich, bestehend[31]

### Thailand
- Der Farang, 14-täglich
- Pattaya Blatt, seit 2002
- TIP Zeitung für Thailand, 2003–2020, zweimal monatlich, seitdem online

### Türkei
In Konstantinopel/Istanbul gab es seit 1890 mehrere Zeitungen, die vor allem die Interessen deutschsprachiger Unternehmer in der Region unterstützten, außerdem einige weitere deutschsprachige Zeitschriften und Periodika.
- Osmanische Post, 1890–1896, erste deutschsprachige Zeitung im Osmanischen Reich
- Konstantinopler Handelsblatt, 1896–1910
- Osmanischer Lloyd, 1908–1918, Tageszeitung
- Die Neue Türkei, 1909–1927, Tageszeitung
- Türkische Post. Tageszeitung für den Nahen Osten, 1926–1943[33]
- Türkisch-Deutsche Post. Presseorgan der türkisch-deutschen Interparlamentarischen. Gruppe, 1951–1968, wöchentlich
- Türkei-Kurier, 1985–2009, monatlich, Wirtschaftszeitung
- Türkische Allgemeine, 1995–
- Prima Türkei. Deutsche Zeitung, 2006–2009, seitdem Online-Zeitung

## Australien und Ozeanien
In Australien erschienen einige deutsche Wochenzeitungen seit 1849, außerdem Amtsblätter und eine Zeitung in den Kolonien Deutsch-Samoa und Deutsch-Neuguinea. In der Gegenwart besteht noch Die Woche Australien.

### Australien
Es sind die wichtigsten deutschsprachigen Zeitungen angegeben.
- Südaustralische Zeitung, Tanunda, 1849–1851, 1860–1862, wöchentlich, älteste feststellbare deutschsprachige Zeitung in Australien
- Adelaider Deutsche Zeitung, 1852–1861, wöchentlich
- Tanunda Deutsche Zeitung, 1862–1871, wöchentlich
- Australische Zeitung, Melbourne, 1863–1929, wöchentlich, dann zweimal wöchentlich
- Australische Deutsche Zeitung, Adelaide, Regionalausgaben für Melbourne, Tanunda, 1871–1875, wöchentlich, dann Neue Deutsche Zeitung für Australien, Adelaide, 1875–1876
- Nordaustralische Zeitung, Brisbane, 1876–1903, wöchentlich
- Queenslander Herald, 1895–1914, wöchentlich, dann wieder 1924–?
- Rundschau für europäische Einwanderer, 1953–1960, 14-täglich

- Der Anker. Australisch-deutsche Wochenzeitung, 1954–1968
- Neue Welt, Melbourne, 1954–2004, wöchentlich
- Die Woche Australien,  seit 1957,  wöchentlich

### Neuguinea
- Amtsblatt für das Schutzgebiet Deutsch-Neuguinea, 1909–1914[35]

### Neuseeland
- Neuseeländische Zeitung, 1865, einzige deutschsprachige Zeitung in Neuseeland

### Samoa
- Samoanische Zeitung, Apia, 1901–1914, für die Kolonie Deutsch-Samoa